# خيانة عهد (مسلسل)
خيانة عهد مسلسل مصري، من بطولة يسرا ومن إخراج سامح عبد العزيز.

## قصة المسلسل
تدور أحداث المسلسل حول "عهد" التي تمتلك مصنع ملابس وتهتم بعملها وبعائلتها كثيراً رغم استغلال عائلتها لها طوال الوقت، ولكنها تتعرض لأزمة بعدما اكتشفت إدمان ابنها "هشام" للمخدرات وبينما تجتهد لتصليح الأمور تجد صعوبة مع ما تكتشفه من مفاجآت صادمة من حولها وتدخل في صراعات كثيرة.

## طاقم العمل
- يسرا: (عهد)
- حلا شيحة: (فرح)
- عبير صبري: (نادية)
- بيومي فؤاد: (منعم)
- خالد سرحان: (مروان دهب)
- جومانا مراد: (شيرين)
- مصطفى درويش: (عزت)
- خالد أنور: (هشام)
- هنادي مهنا: (سارة)
- تيام قمر: (علي)
- رمزي العدل: (مجدي الصياد)
- سلوى عثمان: (آمال)
- شريف حافظ: (د. مصطفى)
- هدى الإتربي: (مريم)
- سالي رشاد: (سونيا)
- جورجينا طواف: (ندى)
- رحاب حسين: (عالية)
- لطيفة فهمي: (ضيفة شرف)
- إيفا: (ضيفة شرف)
- أمال حلمي: (ضيفة شرف)